# ستيفن لولور
ستيفن لولور (بالإنجليزية: Stephen Lawlor)‏ هو فنان أيرلندي، ولد في 1958.